# デショーン・ジャクソン
デショーン・ウィリアム・ジャクソン（DeSean William Jackson、1986年12月1日 - ）はアメリカ合衆国カリフォルニア州ロングビーチ出身の元アメリカンフットボール選手。ポジションはワイドレシーバー。

## 経歴

### プロ入りまで
後にイーグルスでチームメートとなるウィンストン・ジャスティスや多くのNFL選手が在籍したことのあるロングビーチポリテクニック高校に入学した。高校3年次の2004年には60回のキャッチで1,075ヤードを獲得、15タッチダウンをあげてカリフォルニア州南部の選手権にチームを導いた。選手権ではディフェンスバックとしても起用され2インターセプトをあげた。その内の1つは68ヤードのインターセプトリターンタッチダウンとなりチームは21-6で勝利した。

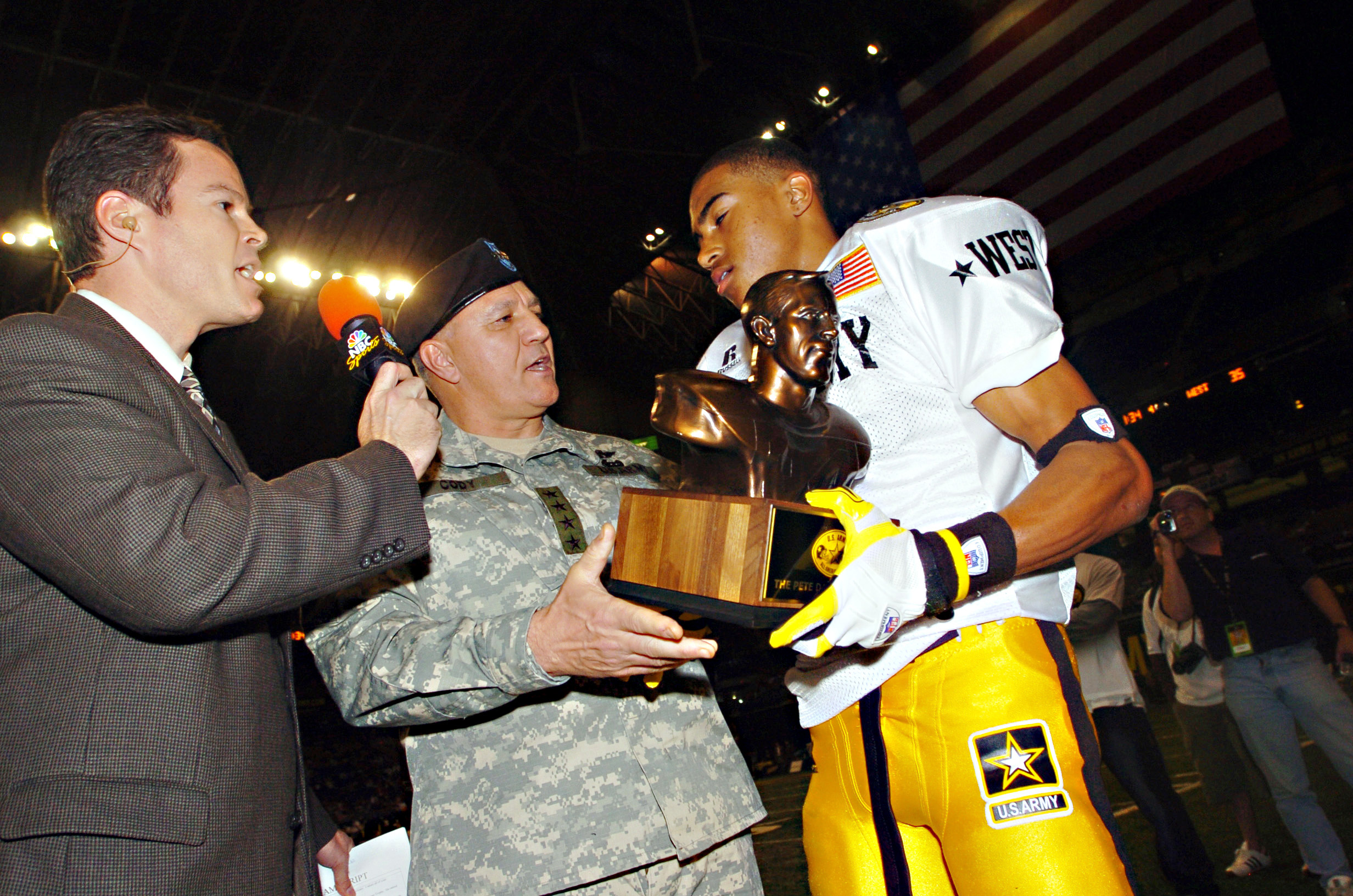
ピート・ドーキンスからMVPのトロフィーを受け取るジャクソン

2005年に行われたアメリカ陸軍オールアメリカンボウル（全米から選ばれた80人の高校生によるオールスターゲーム）では7回のキャッチで45ヤードのTDレシーブを含む141ヤードを獲得、試合はジャクソンの西軍が35-3で勝利し彼はMVPに選ばれた。なおこの試合で彼は独走状態となった敵陣5ヤード地点で宙返りによってタッチダウンしようとしたが1ヤード地点でボールを離してしまう失態も演じた。
ロサンゼルス・タイムズよりカリフォルニア州南部における最優秀選手に贈られるグレン・デービス賞を受賞した。また野球でも活躍しタンパベイ・レイズ、フィラデルフィア・フィリーズからスカウトされた。
ESPNのトム・レミング（Tom Lemming）によって全米で4番目のWRと評価された 彼はカリフォルニア大学バークレー校とUSCから奨学金のオファーを受けた末、ジェフ・テッドフォードヘッドコーチのバークレー校に進学した。
背番号1を着けた彼は1年次の2005年シーズン開幕戦、サクラメント州立大学戦で31ヤードのTDレシーブと49ヤードのパントリターンTDをあげた。この年彼は38回のキャッチで601ヤードを獲得、7タッチダウンをあげた。ブリガムヤング大学とのラスベガスボウルでは130ヤードを獲得2TDをあげた。

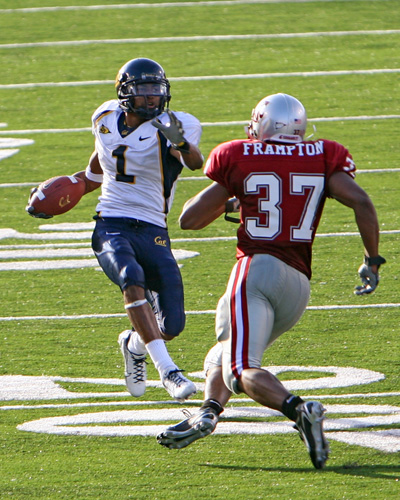
2006年のワシントン州立大学戦でエリック・フランプトンとマッチアップしたジャクソン

2年次の2006年にはアリゾナ大学戦では95ヤードのパントリターンTDをあげた。このシーズン、レシーブで1,060ヤードを獲得、9TD、パントリターンで4TD（カンファレンス記録）をあげ、パシフィック・テン・カンファレンスのファーストチームにワイドレシーバー、パントリターナーとして選ばれた。またAP通信、ウォルター・キャンプフットボール財団、全米フットボールライター協会、スポーティング・ニュース、Rivals.comからオールアメリカンに選ばれた。またこの年新設されたランディ・モス賞（カレッジフットボール最優秀のリターナーに贈られる賞）を受賞している。
3年次の2007年はハイズマン賞の有力候補となった彼は開幕戦のテネシー大学戦では77ヤードのパントリターンTD、全米11位であるオレゴン大学戦では11回のキャッチで161ヤードを獲得、2TDをあげて1987年以来となる敵地での勝利に貢献した。シーズン中右太ももの怪我に悩まされワシントン大学戦のほとんどやスタンフォード大学戦を欠場するなどしたものの 65回のキャッチで762ヤードを獲得、6TDをあげた。この年はリターナーとしてオールアメリカンに選ばれた。またチームの規律違反を犯したためアームドフォースボウルの第1Qを欠場している。
2008年1月、4年次に進学せずNFLドラフトの指名を受けるためアーリーエントリーすることを表明した。大学3年で彼は162回のキャッチ（大学歴代6位）で2,423ヤード（大学歴代3位）を獲得、22タッチダウンレシーブをあげた。またパントリターンでも通算6回タッチダウンをあげ、36試合の出場で28タッチダウンというのは大学だけでなくパシフィック・テン・カンファレンス記録にもなった。また226回のボールタッチ中、全体の23％にあたる52プレーで20ヤード以上を獲得した。

### NFL

#### フィラデルフィア・イーグルス

##### 2008年
2008年のNFLドラフト指名候補WRの中でも有望視されていたが 小柄であることがマイナス評価を受けていた。NFLコンバインの40ヤードダッシュでは4秒33の記録を出すなど高い能力を見せた。
4月26日に行われたドラフトではWRとして全体で7番目、2巡目全体49位でフィラデルフィア・イーグルスに指名された。なおこの年のドラフトは史上初めてWRが1巡目に1人も指名されなかった。7月20日にチームと4年契約の合意に達した。プレシーズンゲーム第3週のニューイングランド・ペイトリオッツ戦で76ヤードのパントリターンTDをあげた彼はパントリターナー、控えWRとして開幕ロースター53人の中に残った。ケビン・カーティス、レジー・ブラウンの故障によりアンディ・リードヘッドコーチになってから初めて彼はイーグルスの新人WRとして開幕戦から先発出場を果たした。9月7日のセントルイス・ラムズ戦では6回のキャッチで106ヤードを獲得、チームは38-3で勝利した。この試合ではパントリターナーとしても8回で97ヤードをリターンし、その内1回は60ヤードのリターンを見せて味方のFGにつながった。この日オールパーパスヤードで200ヤード越えを達成したがこれはNFLの新人記録であった。9月15日のダラス・カウボーイズとのマンデーナイトフットボールでも6回のキャッチで110ヤードを獲得したが、新人選手が2試合連続で100ヤード以上レシーブで獲得したのは1940年にイーグルスのドン・ルーニーが記録して以来のことであった。しかしこの試合の第2Q、彼は61ヤードのプロ初TDレシーブをあげたと一旦は判定されたもののチャレンジの結果、1ヤード付近でボールを放り捨てていたと判定されタッチダウンを取り消された。9月28日のシカゴ・ベアーズ戦で初TD、10月5日のワシントン・レッドスキンズ戦でプロ初の68ヤードのパントリターンTDをあげた。また11月9日のニューヨーク・ジャイアンツ戦ではワイルドキャット隊形からの9ヤードのランにより初のラッシングTDをあげた。12月7日のジャイアンツとの再戦ではレシーブ0回に終わったが翌週のクリーブランド・ブラウンズ戦では5回のキャッチで77ヤードを獲得した。アリゾナ・カージナルスとのNFCチャンピオンシップゲームで62ヤードのTDレシーブをあげるなど プレーオフではカーティスに続く207ヤードを獲得する活躍を見せた。この年彼は1988年にキース・ジャクソンが作った869ヤードの新人記録を超える912ヤードを獲得すると共にWRとしてはチーム記録となる62回のレシーブをあげた（チームの新人レシーブ記録はキース・ジャクソン（TE）の81回）。

##### 2009年
2009年、カロライナ・パンサーズとの開幕戦で85ヤードのパントリターンTDをあげた。これはイーグルス史上2番目の長さのプレーであった。翌週のニューオーリンズ・セインツ戦ではQBケビン・コルブのプロ初のTDパスとなる71ヤードのタッチダウンをあげた。9月27日のカンザスシティ・チーフス戦では64ヤードのTDレシーブを含む149ヤードを獲得、10月17日のオークランド・レイダース戦では51ヤードのダイビングフィンガーティップTDを含む6回のキャッチで94ヤードを獲得した。10月26日のワシントン・レッドスキンズとのマンデーナイトフットボールではドノバン・マクナブのキャリア200個目のTDパス及び30,000ヤード越えのパスをキャッチした。またリバースからのランにより67ヤードのTDをあげた。この試合で右足を負傷しハーフタイムにはレントゲン写真を撮ったが第3Qには復帰、この週のNFC最優秀攻撃選手に選ばれた。第11週のサンデーナイトフットボール、シカゴ・ベアーズ戦では8回のキャッチで107ヤードを獲得、1タッチダウンをあげて24-20の勝利に貢献した。11月29日のワシントン・レッドスキンズ戦でロンドン・フレッチャーよりヘルメットとヘルメットがぶつかり合うヒットを受けて脳震盪を起こし退場した。翌週の試合を欠場したが12月13日のニューヨーク・ジャイアンツ戦で復帰、60ヤードのTDレシーブを含む6回のキャッチで178ヤードを獲得、72ヤードのパントリターンTDもあげるなど オールパーパスで261ヤードを獲得した。この試合で彼は50ヤード以上のTDがシーズン8個目となり、エルロイ・ハーシュ、デビン・ヘスターと並んだ。この週のNFC最優秀スペシャルチーム選手に選ばれている。翌週のサンフランシスコ・フォーティナイナーズ戦で140ヤードを獲得しシーズン1,000ヤードレシーブを達成、19ヤードのTDレシーブもあげてチームはプレーオフ進出を決めた。12月27日のデンバー・ブロンコス戦では4回のキャッチで33ヤードを獲得、2タッチダウンをあげた。シーズン最終戦のダラス・カウボーイズ戦では2回で36ヤードと抑えられチームは0-24で敗れた。翌週ワイルドカードプレーオフでの再戦でも3回のキャッチで14ヤードに抑えられチームは14-34で敗れた。この年彼はチームトップの1,167ヤードを獲得しプロボウルの先発WR及びキックリターナーに選ばれた。複数のポジションで同じ年のプロボウルに選ばれたのは彼が初めてである。プロボウルでは6回のキャッチでNFCトップの101ヤードを獲得し2TDをあげた。この年パントリターンでNFLトップの平均15.2ヤードの数字をあげて、スポーティングニュースよりオールプロのパントリターナーに選ばれている。

##### 2010年
2010年シーズン開幕前、彼は契約延長の話が進展していないことに不満をもらした。トレーニングキャンプ中の7月31日に背中を負傷したが大事には至らなかった。
デトロイト・ライオンズ戦では45ヤードのTDレシーブを含む135ヤードを獲得する活躍を見せてチームは35-32で勝利した。9月26日のジャクソンビル・ジャガーズ戦では61ヤードのTDレシーブを含む5回のキャッチで153ヤードを獲得した。10月3日と10日の2試合では合計5回のキャッチ、43ヤードの獲得にとどまった。10月17日のアトランタ・ファルコンズ戦で31ヤードのラッシングTD、ケビン・コルブからの34ヤードのTDレシーブをあげたが この試合で相手ディフェンスのデュンタ・ロビンソンのハードヒットを受けた際に脳震盪を起こし 数試合を欠場したが11月7日のインディアナポリス・コルツ戦で復帰して7回のキャッチで109ヤードを獲得、1TDをあげた。11月15日のワシントン・レッドスキンズとのマンデーナイトフットボールでは第1Q最初のプレーでマイケル・ヴィックからの自身最長となる88ヤードのタッチダウンレシーブをあげた。
12月13日のダラス・カウボーイズ戦ではショートパスを捕球後のランアフターキャッチによる91ヤードのTDレシーブなど4回のレシーブで210ヤードを獲得、30-27の勝利に貢献した。第15週に行われた地区優勝を争うニューヨーク・ジャイアンツ戦では決勝点となるパントリターンタッチダウンをあげたが このプレーは新メドウランズの奇跡と称されシーズン終了後GMCよりビッグプレイ最優秀賞に選ばれた。この年47回のキャッチで1,056ヤードを獲得、6タッチダウンをあげてプロボウルに選出されたがワイルドカードプレーオフのグリーンベイ・パッカーズ戦でひざを負傷したため欠場、マイルズ・オースティンが代役となった。

##### 2011年
2011年シーズンのトレーニングキャンプを当初ホールドアウトした。契約最終年である2011年の年俸は60万ドルとなっている。この年15試合に出場し、58回のキャッチで961ヤード、4TDをあげた。

##### 2012年
2012年3月14日、イーグルスと5年4,850万ドルで契約延長を果たした。第12週のカロライナ・パンサーズ戦の第1Qに肋骨を骨折し、故障者リスト入りした。戦線離脱した時点でチームトップの45キャッチで700ヤード、2TDをあげていた。

##### 2013年
2013年の第15週、ミネソタ・バイキングス戦では自己最高の195ヤードを獲得、1TDをあげたがチームは敗れた。この年自己ベストの82回のレシーブで1,332ヤード、9TDをあげた。

#### ワシントン・レッドスキンズ

##### 2014年
2014年3月28日にイーグルスを解雇された。解雇理由について、スターレジャー紙は、ジャクソンとロサンゼルスのストリートギャングのメンバーとの交友関係についてイーグルスが懸念したと報道した。解雇された後、彼はギャングの一味ではないと声明を出した。その後、4月1日にワシントン・レッドスキンズと3年契約を結んだ。
第3週では、古巣のイーグルスと敵地で対戦。かつての本拠地でQBカーク・カズンズからのパスをレシーブし、81ヤードのタッチダウンレシーブを挙げた。一方で第6週のアリゾナ・カージナルス戦では反則行為であるホースカラータックルを犯し、罰金を課された。このシーズンはパスレシーブ56回で1,169ヤード獲得し、平均獲得ヤード20.9ヤードはリーグトップの成績であった。

#### 引退
2022年にボルティモア・レイブンズで1年プレーした後、2023年シーズンにはいずれのチームとも契約せず、最も長くプレーしたフィラデルフィア・イーグルスと1日だけ契約して引退することを表明した。

## 人物
息子が2人いる。また彼の兄のバイロン(Byron)はサンノゼ州立大学でワイドレシーバーとしてプレーし、カンザスシティ・チーフスにプラクティス・スクワッドとして2年間在籍した。大学では社会福祉を学んだ。父親は2009年のプレーオフの最中、脾臓癌により入院し同年5月14日に亡くなった。現在ニュージャージー州ムーアズタウンに住んでいる。NFLが契約しているヘルメットメーカーのリデルとは異なるSchutt社製のヘルメットをロゴを隠して着用している。
2014年1月、自宅に空き巣が入り、金庫に入れていた2万5000ドル以上の現金、宝石類や拳銃一丁が盗まれた。

## メディアへの露出
EAスポーツのNCAAフットボールシリーズ09、PlayStation 2向けのカバーに選ばれている。